# Декреталии Григория IX

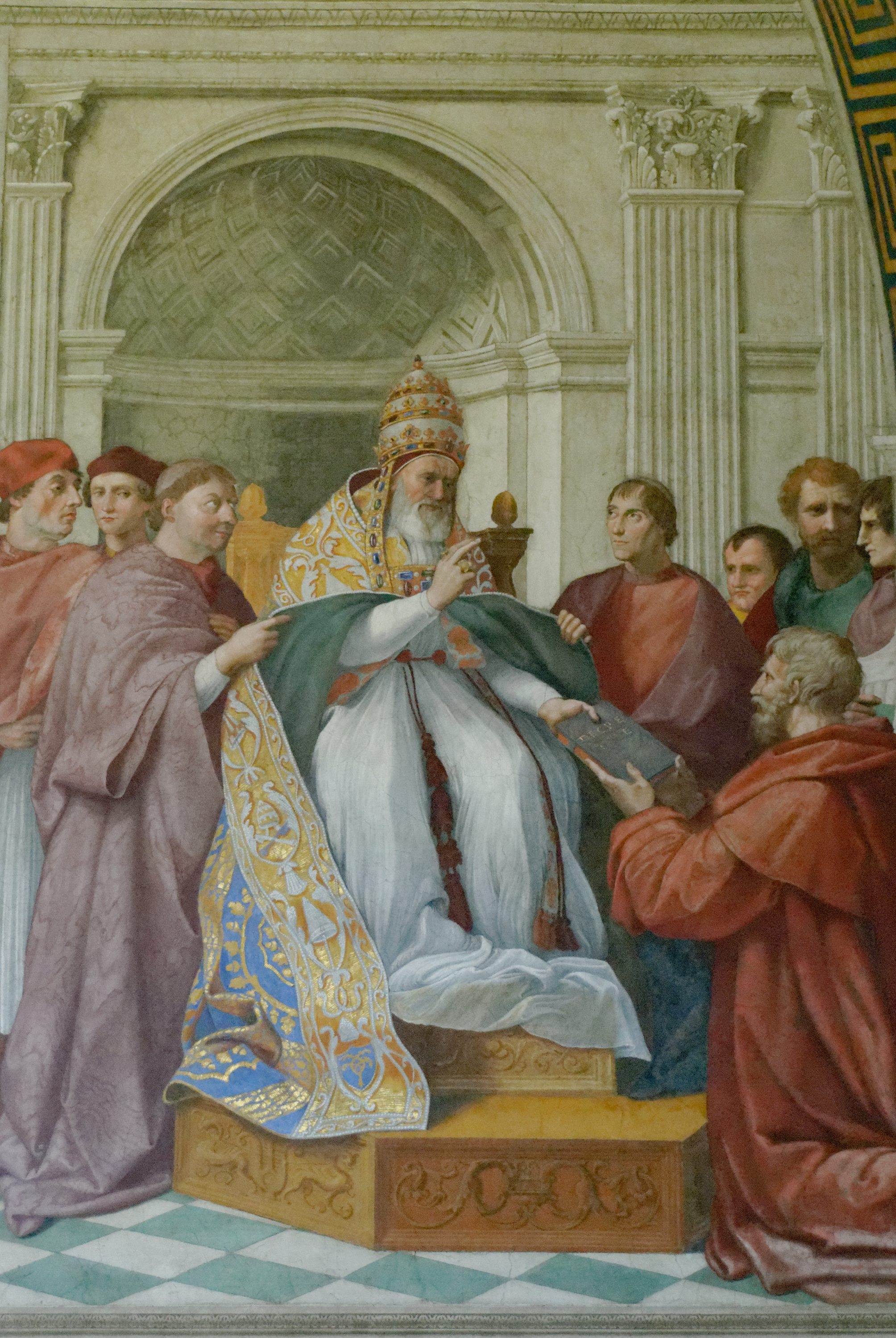
Григорий IX утверждает декреталии, фреска Станца делла Сеньятура

Декреталии Григория IX (лат. Decretales Gregorii IX; Decretalium Gregorii IX libri quinque; Liber Extra) — свод декретального права Римско-католической церкви, часть Corpus juris canonici, созданный по инициативе Папы Римского Григория IX (1227—1241). Сборник, включающий почти 2000 правовых документов, подготовил испанский доминиканец Раймунд де Пеньяфорт. «Декреталии» были обнародованы буллой 5 сентября 1234 года Rex pacificus. Адресатами декреталий были названы правоведы университетов Болоньи и Парижа.
Папские юридические документы начал собирать в сборники на рубеже V—VI веков Дионисий Малый (Collectiones canonum Dionysianae). В дальнейшем было создано несколько крупных сводов канонического права, а также не являвшийся сам по себе юридическим документом, но имевший важное значение «Декрет» Грациана. В результате к началу XIII века церковное право было крайне запутано и, как сообщал столетие спустя канонист Джованни д'Андреа, упорядочивание законодательства стало первоочередной задачей Григория IX. Современник Папы, юрист Иоанн де Део, приводит рассказ о том, как Григорий, не обнаружив требуемый ему документ в сборнике, который был у него под рукой, разгневался, и приказал уничтожить имевшиеся в распоряжении курии компиляции.
Источником для Раймунда послужили более ранние компиляции, Quinque Compilationes Antiquae, составленные разными канонистами в 1191—1226 годах. Сохранив пятичастную структуру предшественника, Раймонд значительно сократил сборник, дополнив его 195 декреталиями и конституциями Григория XI.